# Птах-гончар перуанський
Птах-гончар перуанський (Thripadectes scrutator) — вид горобцеподібних птахів родини горнерових (Furnariidae). Мешкає в Перу і Болівії.

## Поширення і екологія
Перуанські птахи-гончарі поширені в Андах від північного Перу (Амазонас на південь від Мараньйону) до центральної Болівії (Кочабамба). Вони живуть в підліску вологих гірських тропічних лісів. Зустрічаються на висоті від 2450 до 3200 м над рівнем моря.